# Desisa luzonica
Desisa luzonica är en skalbaggsart som beskrevs av Stefan von Breuning 1938. Desisa luzonica ingår i släktet Desisa och familjen långhorningar.
Artens utbredningsområde är Filippinerna. Inga underarter finns listade i Catalogue of Life.